# عبد الله القرني (لاعب كرة قدم مواليد 1976)
عبد الله القرني لاعب كرة قدم سعودي سابق.
هو عبد الله سالم أحمد القرني مواليد 1976م في العاصمة الرياض، ولاعب وسط سابق في نادي النصر والمنتخب السعودي
يعد اللاعب عبد الله القرني من أميز لاعبي خط الوسط الذين خرجتهم مدرسة نادي النصر , ومثل فريق النصر منذ عام 1416 وحتى 1424, وحصد خلالها الكثير من البطولات المحلية والخارجية.
وكان القرني قد لفت الانظار وهو في سن صغير، حيث مثل الفريق الأول وهو يبلغ 18 عاماً وتحديداً بعد فوزه بجائزة أفضل لاعب في بطولة الصداقة الدولية والتي شارك فيها مع منتخب الشباب.
وجاء تمثيل القرني للفريق الأول بعد ابتعاد اللاعب الكبير فهد الهريفي في عام 1416هـ حيث حل القرني بديلاً عنه وارتدى قميصه الشهير رقم 8.
يتميز القرني لاعب الوسط وصانع الألعاب بمهاراته الفائقة وقدرته الكبيرة على المراوغة والتسديد من مسافات بعيدة.
تعد أجمل أهدافه هي التي سجلها في مرمى الريان القطري ضمن بطولة كأس العرب للأندية عام 2001.
وكانت أبرز مشاركات القرني في بطولة كأس العالم لأندية كرة القدم 2000
وكان قد اختير ضمن قائمة المنتخب في كأس آسيا لكرة القدم عام 96 وهو في عمر 18 سنة، كما اختير ضمن قائمة كأس العالم لكرة القدم عام 98 والتي أقيمت في فرنسا

## اعتزاله
بسبب كثرة اصاباته قرر نادي النصر الاستغناء عن خدماته في عام 1424هـ وانتقل بعدها لـ نادي الفيحاء قبل أن يعتزل اللعب.

## إسهاماته مع النصر
- الحصول على كأس الاتحاد السعودي 1418
- الحصول على كأس الكؤوس الآسيوية 1418
- الحصول على كأس السوبر الآسيوي 1419
- الحصول على كأس الخليج للأندية 1416 و1417

## روابط خارجية
- عبدالله القرني على موقع الاتحاد الدولي (مؤرشف)  (الإنجليزية)
- عبدالله القرني على موقع قاعدة بيانات كرة القدم.إي يو (الإنجليزية)
- عبدالله القرني على موقع ناشيونال فوتبول تيمز (الإنجليزية)
- عبدالله القرني على موقع عالم كرة القدم.نت (الإنجليزية)
- عبدالله القرني على موقع أوليمبيديا (الإنجليزية)